# Chad en los Juegos Olímpicos de Atlanta 1996
Chad estuvo representado en los Juegos Olímpicos de Atlanta 1996 por cuatro deportistas, tres hombres y una mujer, que compitieron en atletismo.
La portadora de la bandera en la ceremonia de apertura fue la atleta Kaltouma Nadjina. El equipo olímpico chadiano no obtuvo ninguna medalla en estos Juegos.